# Estación Zoológica Anton Dohrn
La Estación Zoológica Anton Dohrn es una institución científica y centro de investigación de la ciudad de Nápoles, en Italia. Está ubicada en la Villa Comunale (entre Via Caracciolo y la Riviera di Chiaia), en el barrio de Chiaia. Incluye también un acuario público, el segundo fundado en Europa y el segundo más antiguo en funcionamiento, precedido por Sea Life Brighton.

## Historia

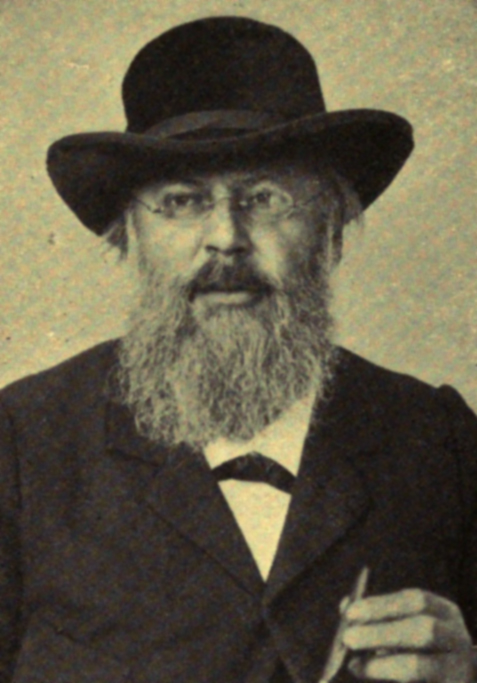
Anton Dohrn.

La Estación fue fundada en 1872 por el naturalista y zoólogo alemán Anton Dohrn, nativo de Stettin (hoy en Polonia) en 1840 y graduado en Ciencias Naturales en Berlín, fascinado por la ciudad de Nápoles e interesado en la riqueza faunística de su Golfo. Muy pronto representó, por el conocimiento y el estudio de la flora y fauna marinas, una de las más relevantes instituciones científicas napolitanas, añadiéndose a las ya fundadas en época borbónica: el Jardín Botánico y el Observatorio Astronómico de Capodimonte. La Estación se convirtió en un centro mundial de estudio de la biología marina.
Tras visitar un acuario recién abierto en Berlín, Dohrn pensó que abrir un acuario de pago en Nápoles garantizaría al laboratorio suficiente dinero para pagar el sueldo de un asistente permanente. Nápoles, que en ese entonces tenía una población de 500.000 habitantes, era una de las más grandes y atractivas ciudades de Europa, y tenía un notable flujo de turistas (30.000 al año), que serían visitantes potenciales del acuario.

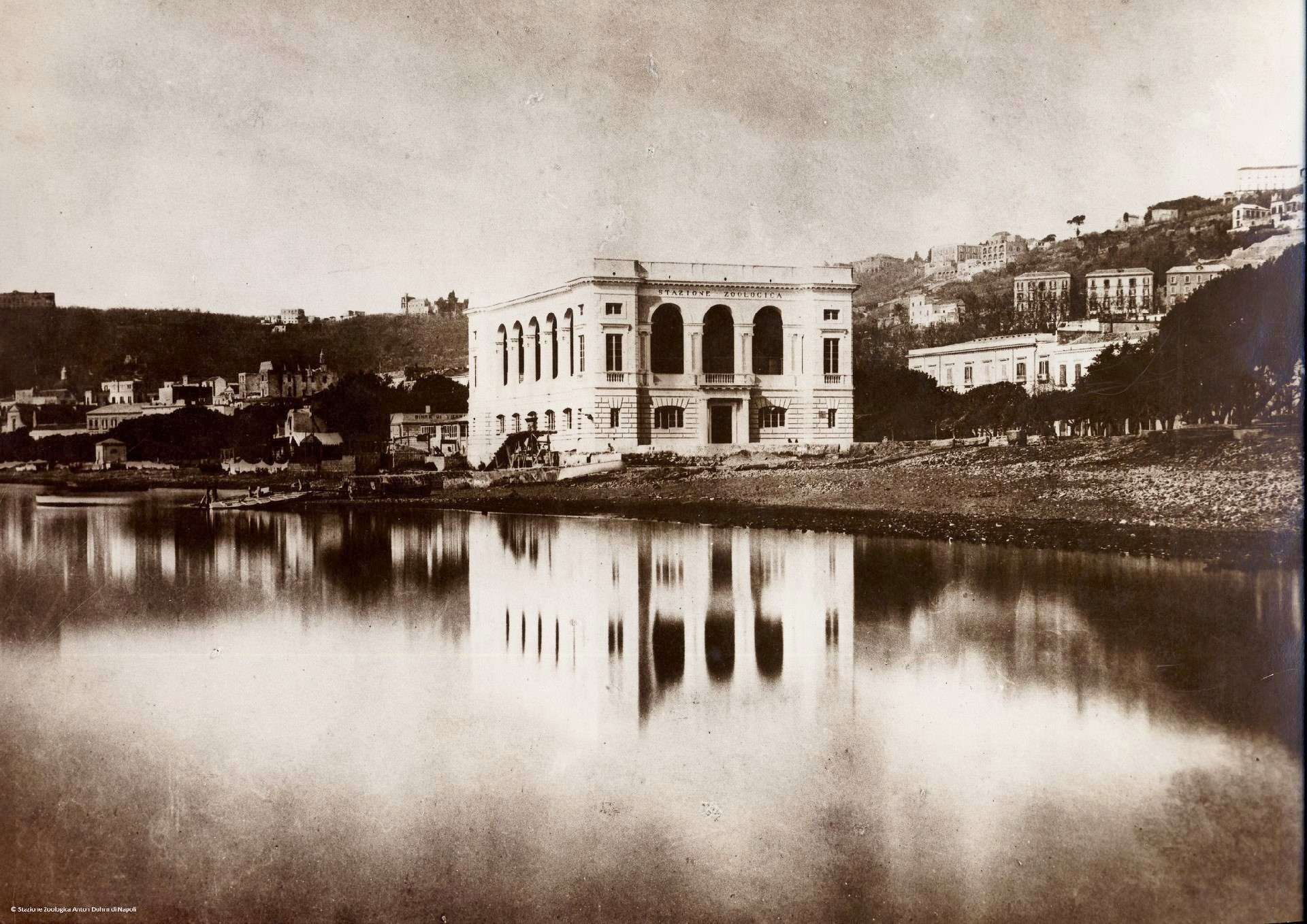
El núcleo originario de la Estación Zoológica antes de su ampliación hacia el oeste.

Dohrn logró vencer las dudas de las autoridades de la ciudad y las convenció para que le concedieran un pequeño terreno a la orilla del mar, en la Villa Comunale, con la condición de que construyera la Estación Zoológica a sus expensas. Su primer colaborador en la realizazion de la idea-proyecto fue Giustino di Salvatore, oficial de la Marina Borbónica nativo de Ortona quien, posteriormente, le concedió la mano de su hija Emma, su primer asistente. Tras su muerte, la dirección pasó al hijo Rinaldo y, luego, a su nieto Pietro. 
Dohrn abrió la Estación a los científicos de visita en septiembre de 1873, y al público general en enero de 1874. Con la intención de promover el estatus internacional de la Estación y garantizar la independencia política y económica y la libertad de investigación, Dohrn introdujo una serie de métodos innovadores para financiar su proyecto. Ante todo, el alquiler del trabajo y del espacio de investigación (el "sistema Bench"): a cambio de una tarifa universitaria anual, gobiernos, instituciones científicas, fundaciones privadas o privados podrían enviar a un científico a la Estación, donde él encontraría todo lo necesario para llevar a cabo investigaciones durante un año (suministro de animales, química, librería bien provista y equipo de expertos). Los estudiosos eran totalmente libres de llevar a cabo sus propios proyectos y sus ideas sin ninguna restricción.

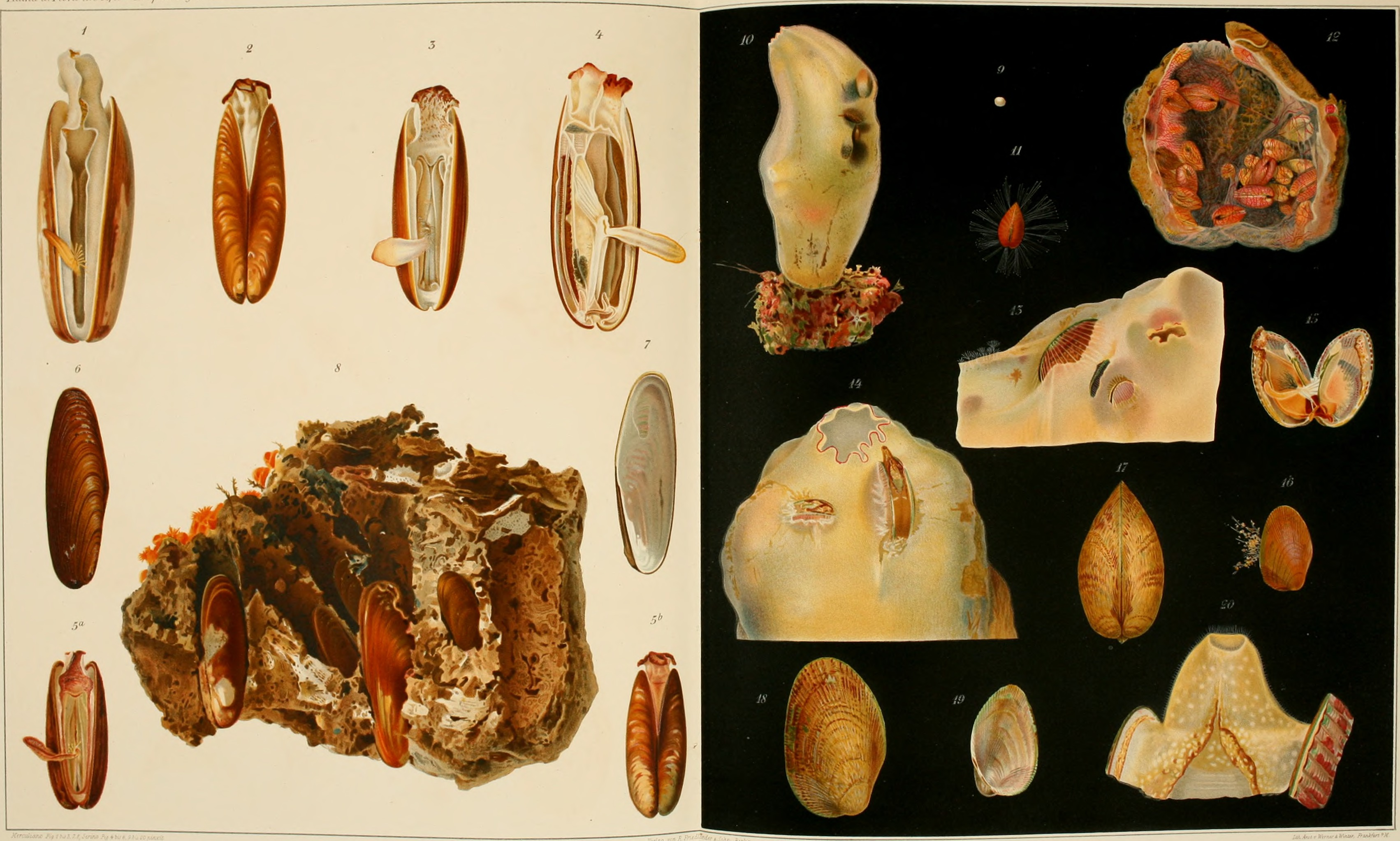
Libro en alemán sobre los mitílidos del Golfo de Nápoles (1902).

El sistema Bench funcionó muy bien y, cuando Anton Dohrn murió en Múnich, en 1909, habían trabajado en Nápoles más de 2.200 científicos de Europa y de Estados Unidos, y habían sido vendidos más de 50 suscripciones anuales. El éxito de la Estación Zoológica y la nueva forma de desarrollar y financiar las investigaciones representan el mayor logro de Dohrn. Posteriormente, en todo el mundo surgieron centros de investigación científica inspirados en el modelo napolitano, que puede considerarse el primer centro de investigación en el sentido moderno.
Según recientes estudios de sociología de la organización, la Estación Zoológica anticipó en plena época industrial un modelo de planificación de investigación científica postindustrial, privilegiando temas típicamente actuales como la interdisciplinariedad, la capacidad de gestión de autofinanciación (mediante el acuario y la venta de animales marinos a otros institutos de investigación, etc.), el fomento de la cooperación y colaboración de todas las personas involucradas en la investigación (colaboradores, técnicos, pescadores y ordenanzas). En sus labotarorios han trabajado de forma activa 19 ganadores del Premio Nobel impulsando el desarrollo de las ciencias biológicas.

## Investigaciones científicas en la actualidad
En la Estación se llevan a cabo investigaciones en los campos de la biología y de la oceanografía, de forma interdisciplinaria en los ámbitos específicos de la bioquímica, biología molecular y celular, neurobiología y neurofisiología, además de las varias ramas de la ecología.
La Estación dispone de la Vettoria, una nave de investigación diseñada especialmente para realizar muestreos del mar en el campo de la biología y ecología marinas.

## El acquario

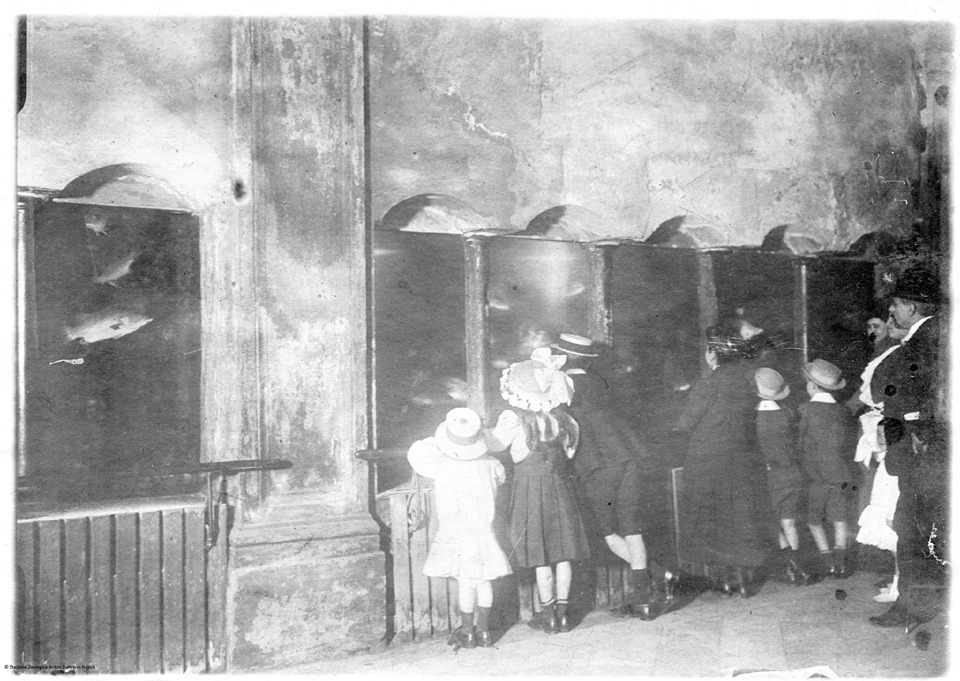
Visitantes del acuario en 1910.

El acquario de la Estación Zoológica, junto al archivo histórico, a la biblioteca y a la interesante colección zoológica, se encuentra en el interior de la Estación y representa una de las estructuras más antiguas en Europa de este tipo. Fue abierto al público en enero de 1874. En las intenciones de Dohrn, serviría para asegurar recursos al instituto y difundir conocimientos e interés sobre los organismos marinos en la opinión pública.
Originariamente, abarcaba una superficie de 527 m² y estaba dedicado exclusivamente a la fauna del Mar Mediterráneo. Un segundo edificio, unido al primero por un puente, se añadió entre 1885 y 1888, mientras que el patio y el ala este se construyeron en 1905.
Hoy en día, el acuario alberga alrededor de treinta lavabos con más de dos cientos especies marinas de animales y vegetales, la mayoría de las cuales procedentes del Golfo de Nápoles. Periódicamente, alberga tortugas marinas, principalmente de la especie Caretta caretta, rescatadas heridas en el mar y a la espera de ser reintroducidas en su hábitat natural.
En 1957, entre el primer y el segundo edificio se colocó una nueva sala a donde se trasladó la biblioteca.
- en la sala central: se encuentran los lavabos del acuario colocados uno al lado del otro en forma de herradura en ambas las paredes.

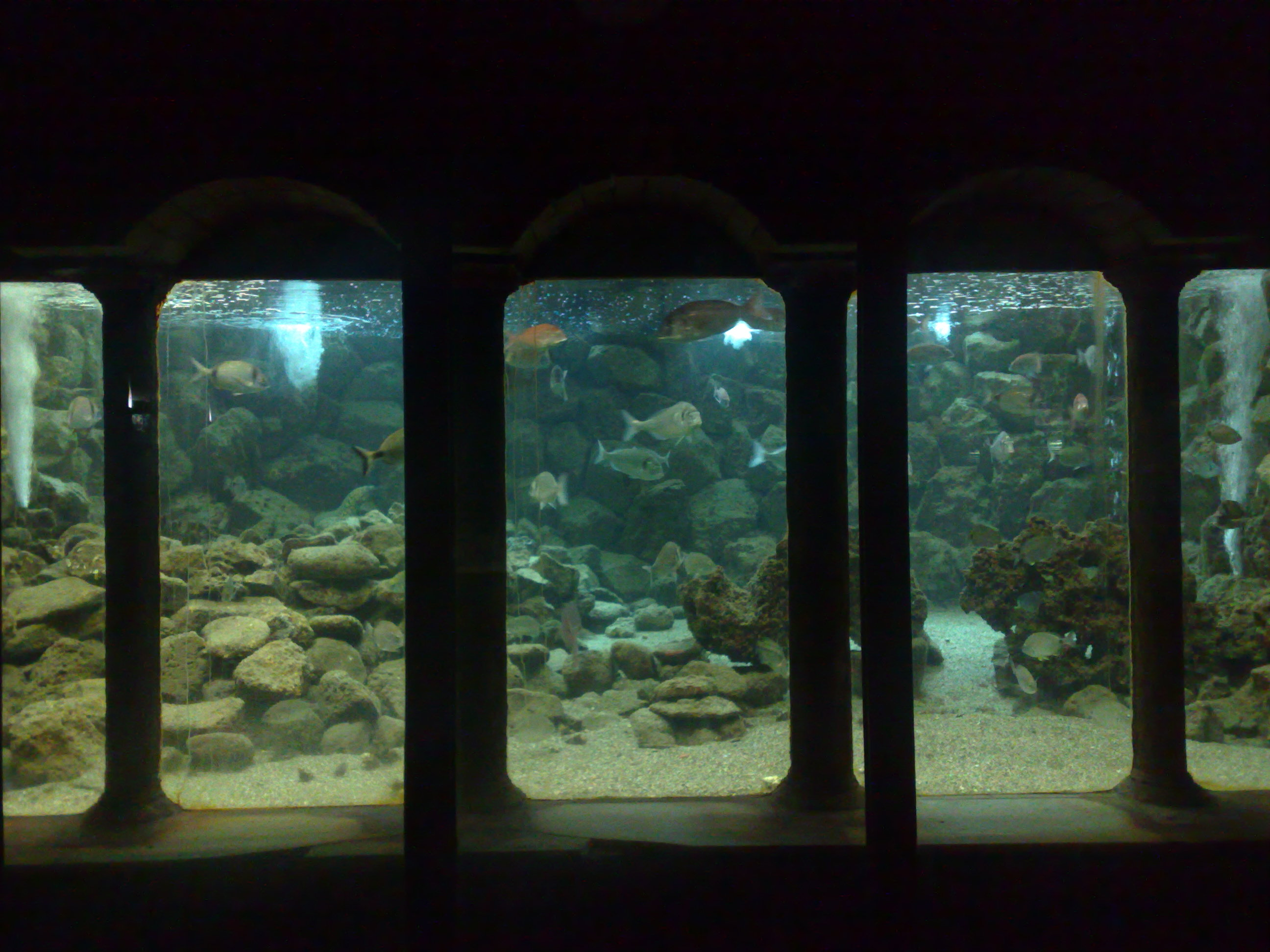
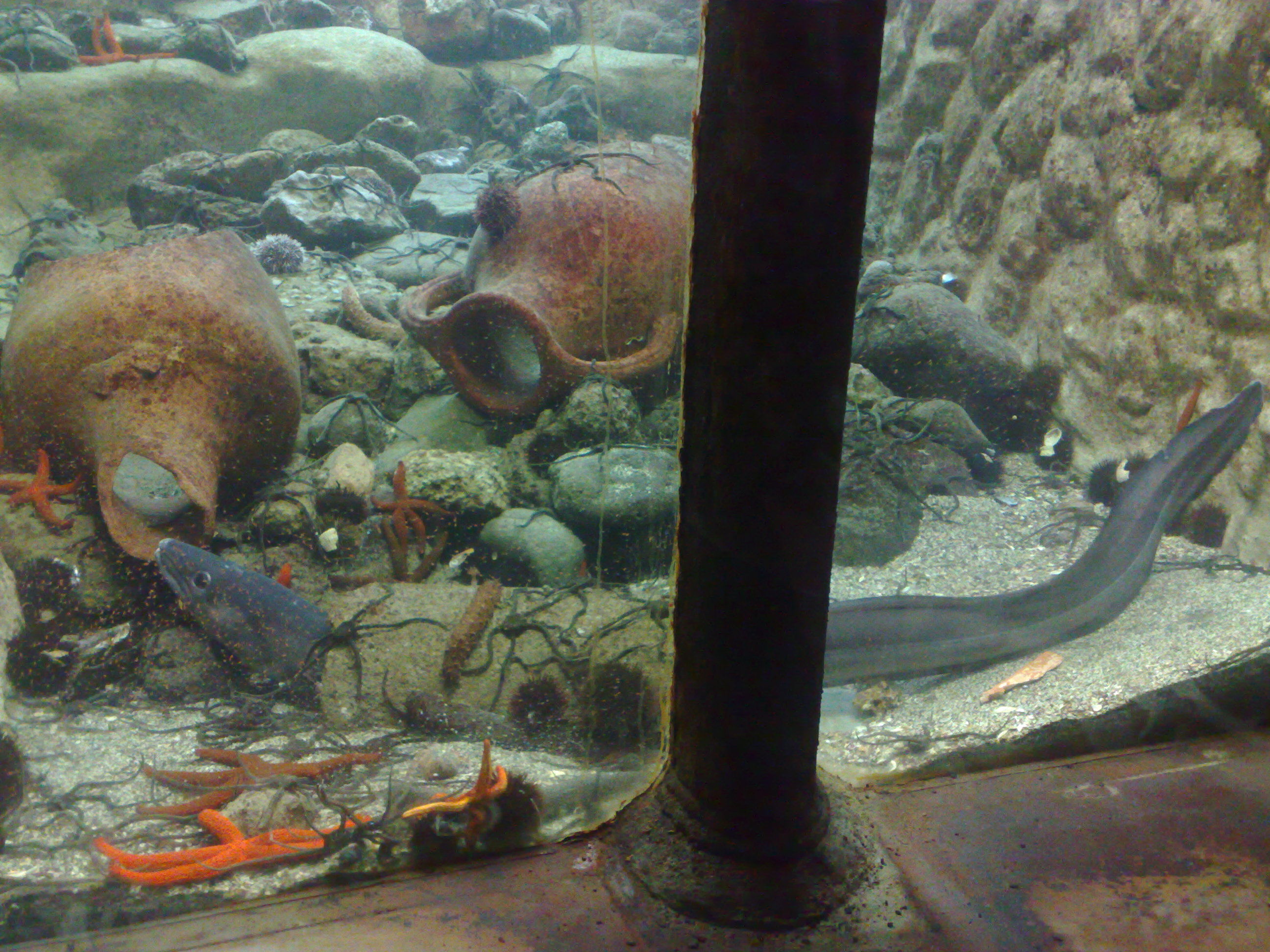
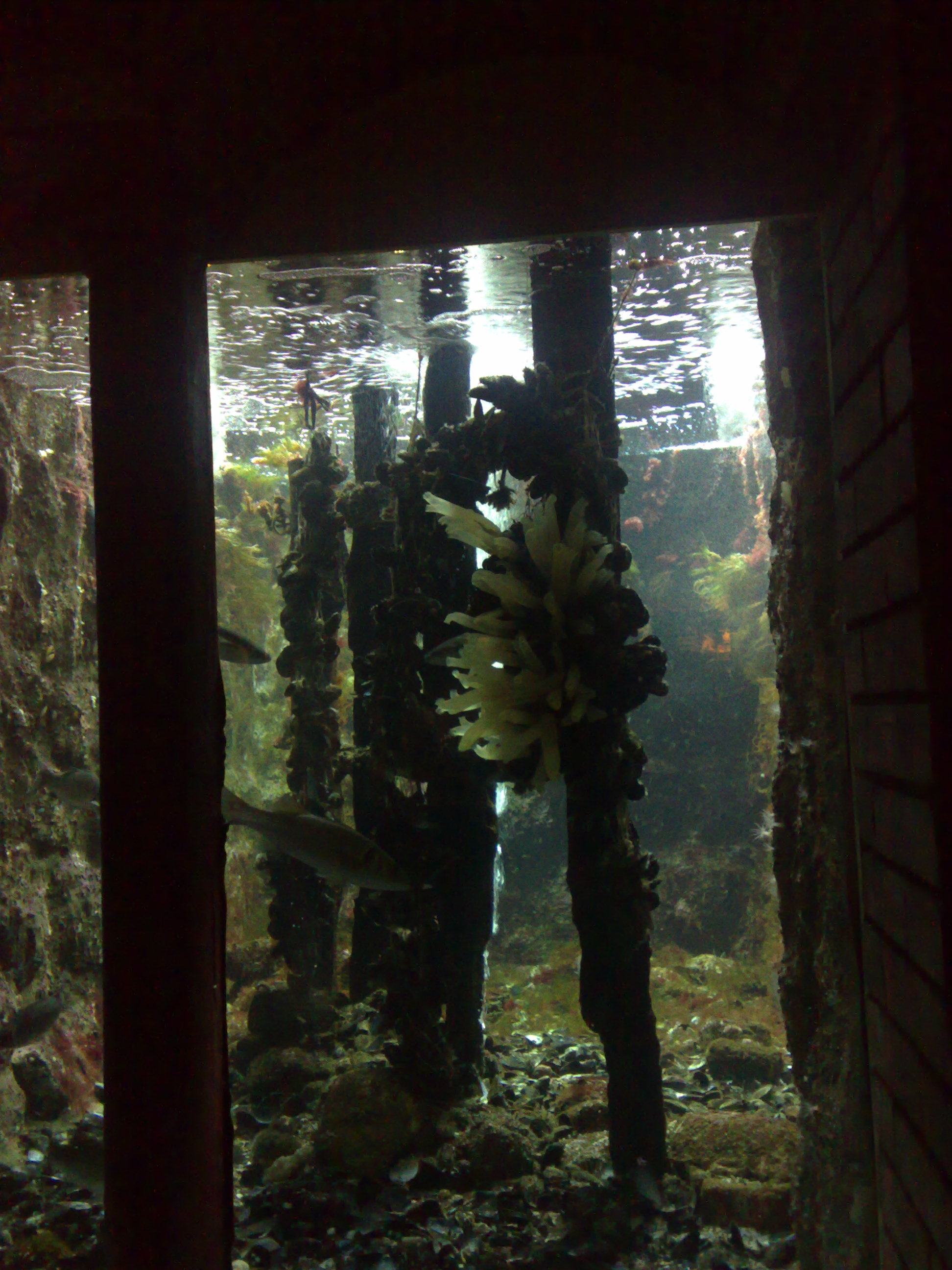
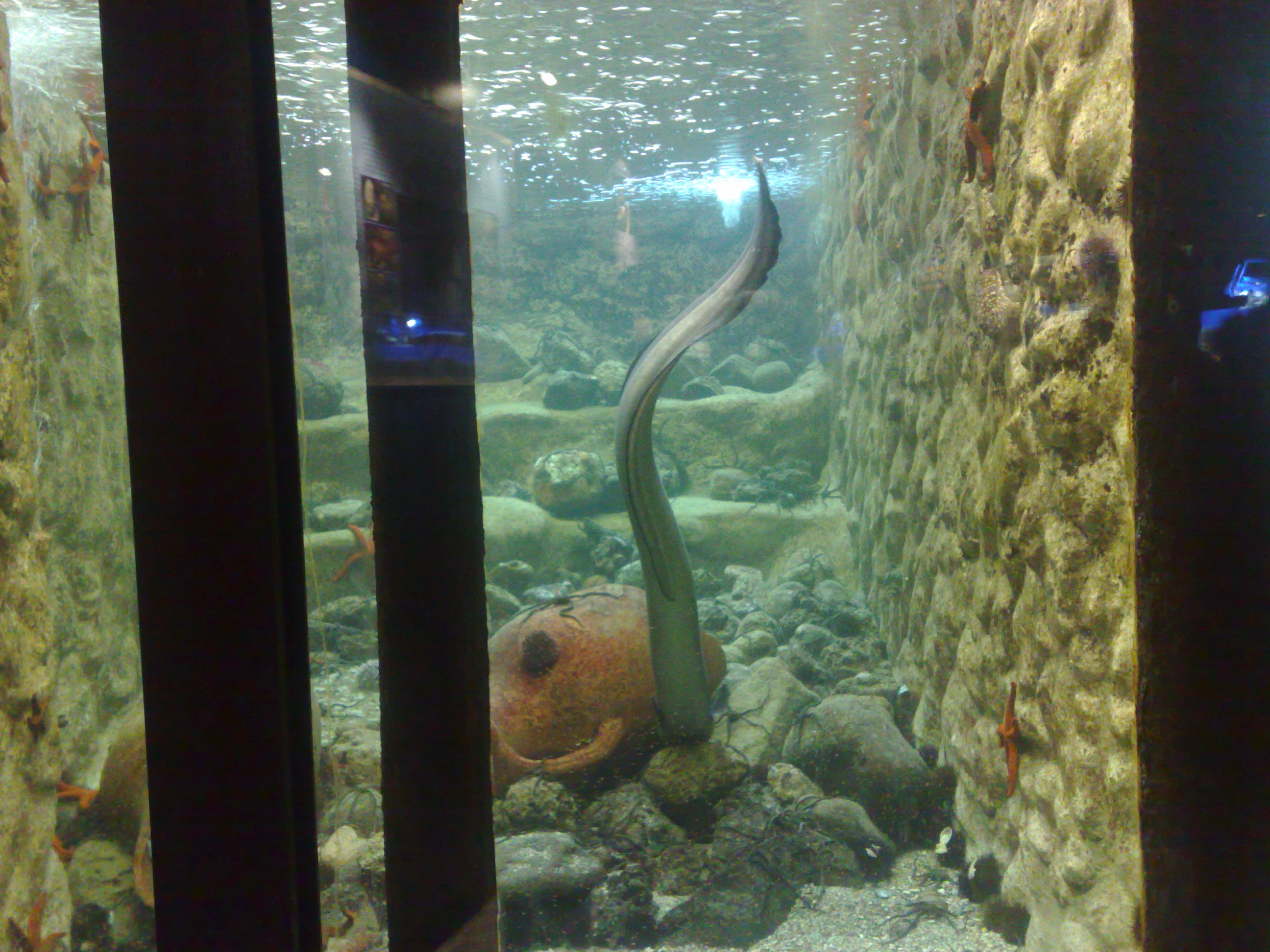
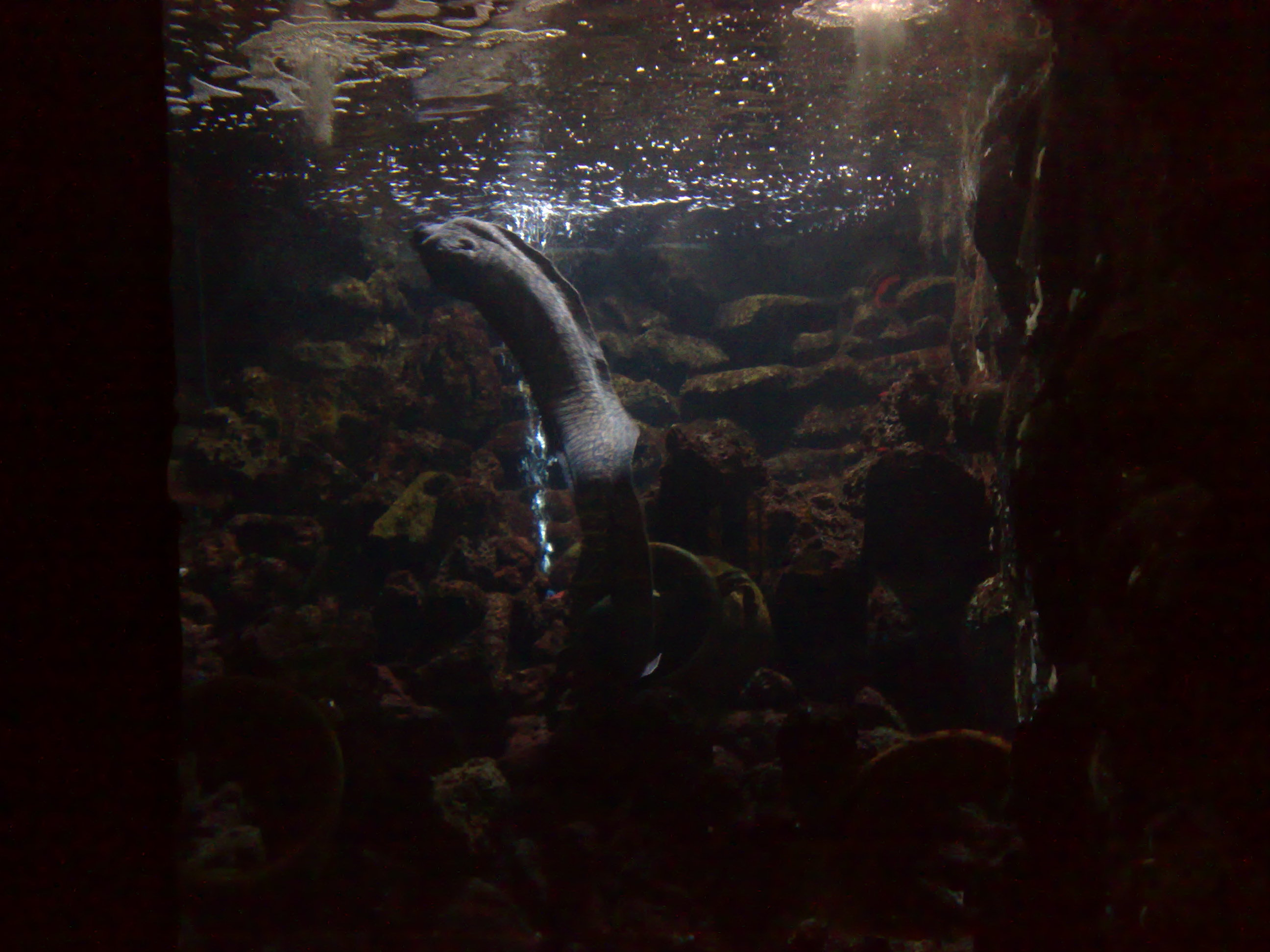

- en la sala oeste: se encuentra la parte museística del acuario, que alberga peces y fósiles encontrados a lo largo del tiempo en el Golfo de Nápoles.

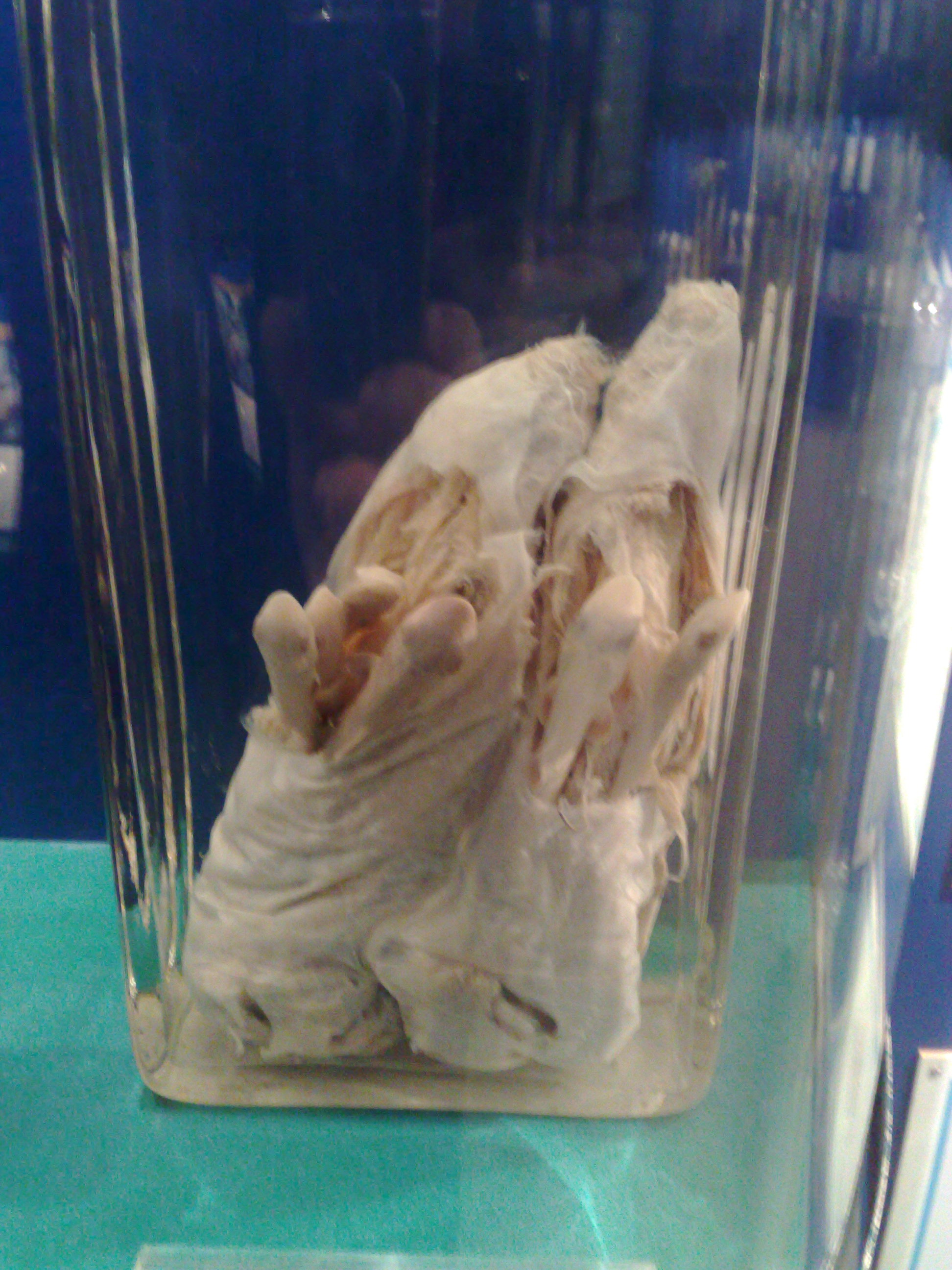
Un útero con varios embriones
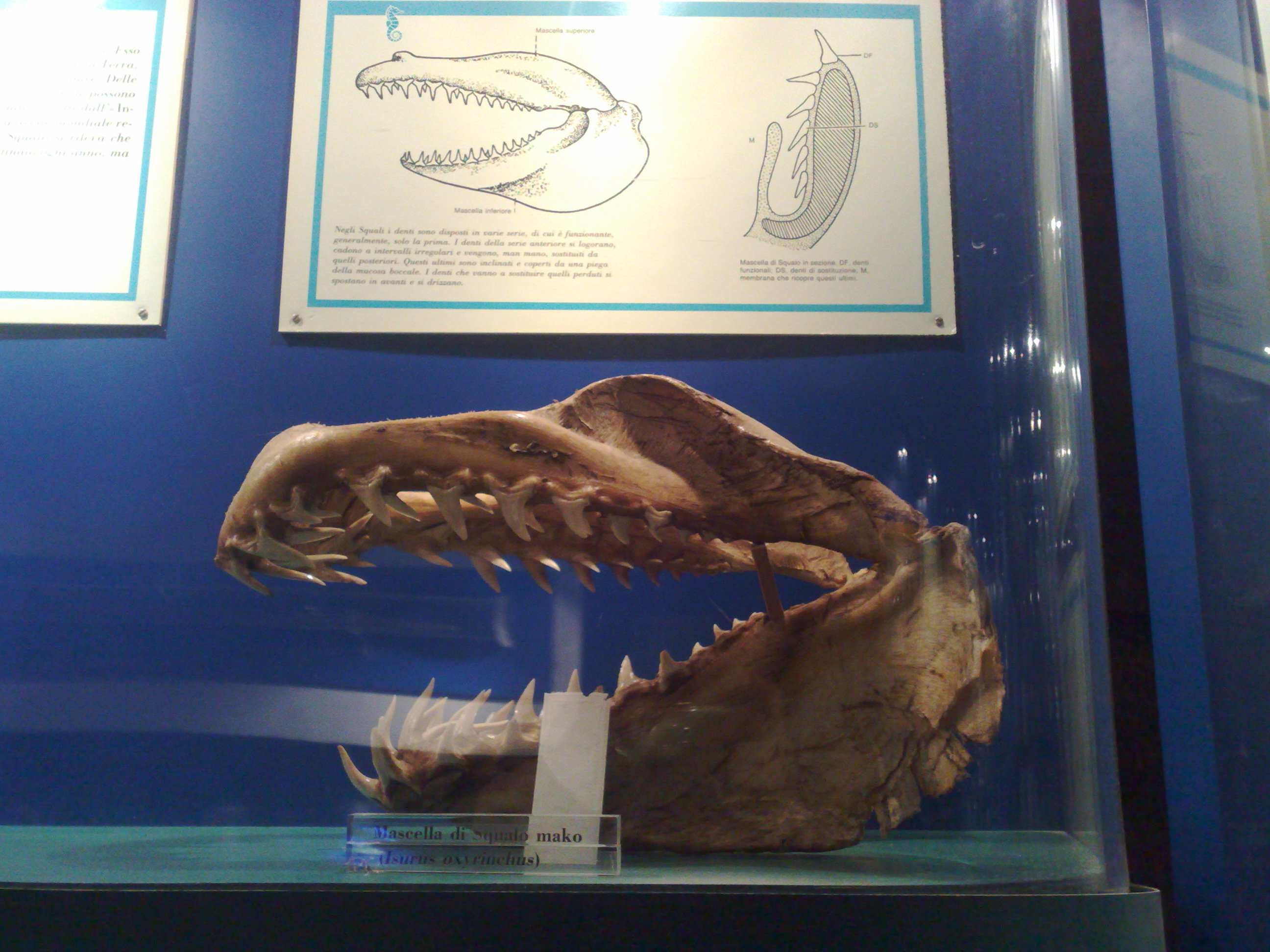
Fósil
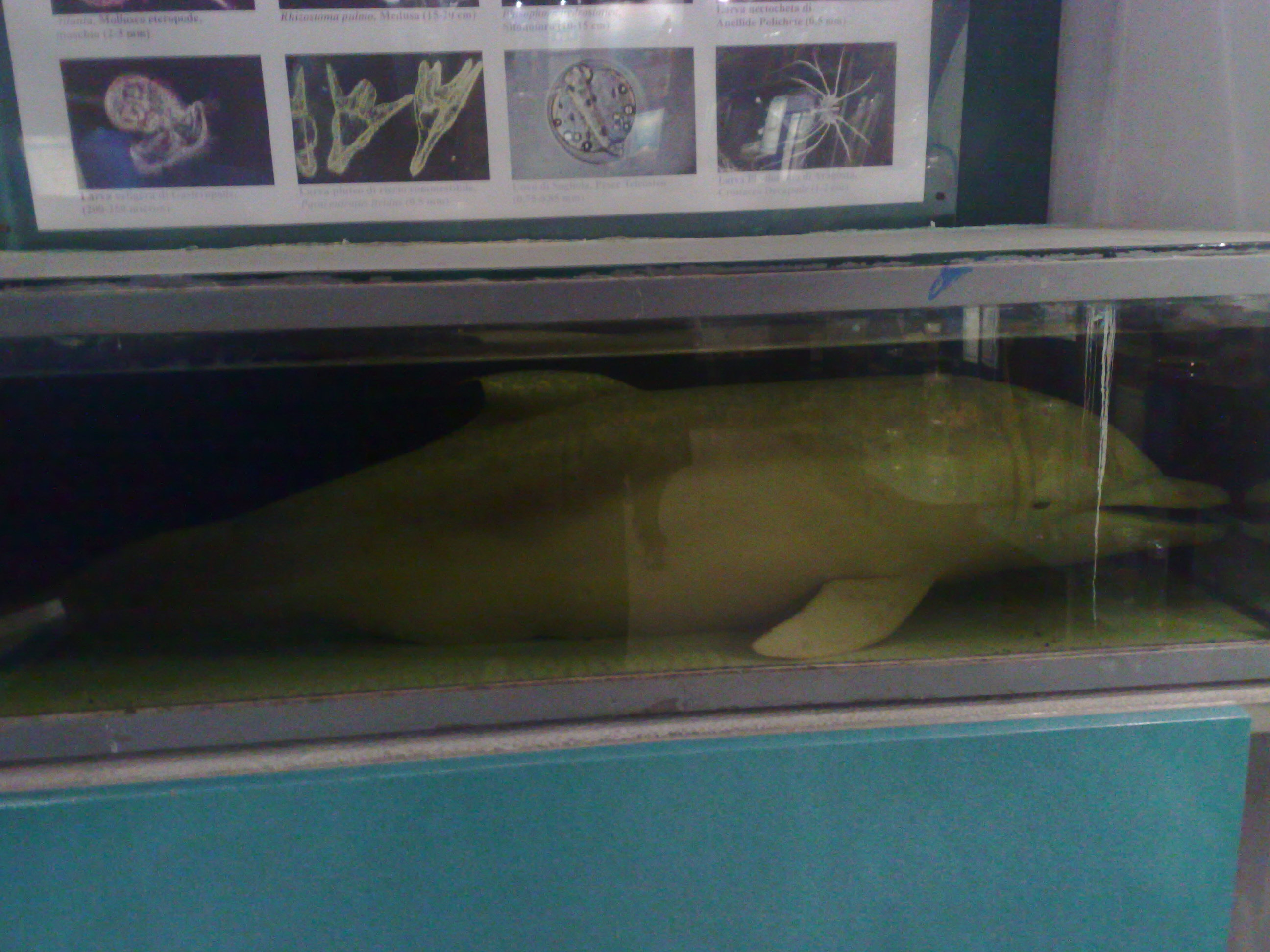
Delfín (encontrado muerto en el arrecife de Mergellina)
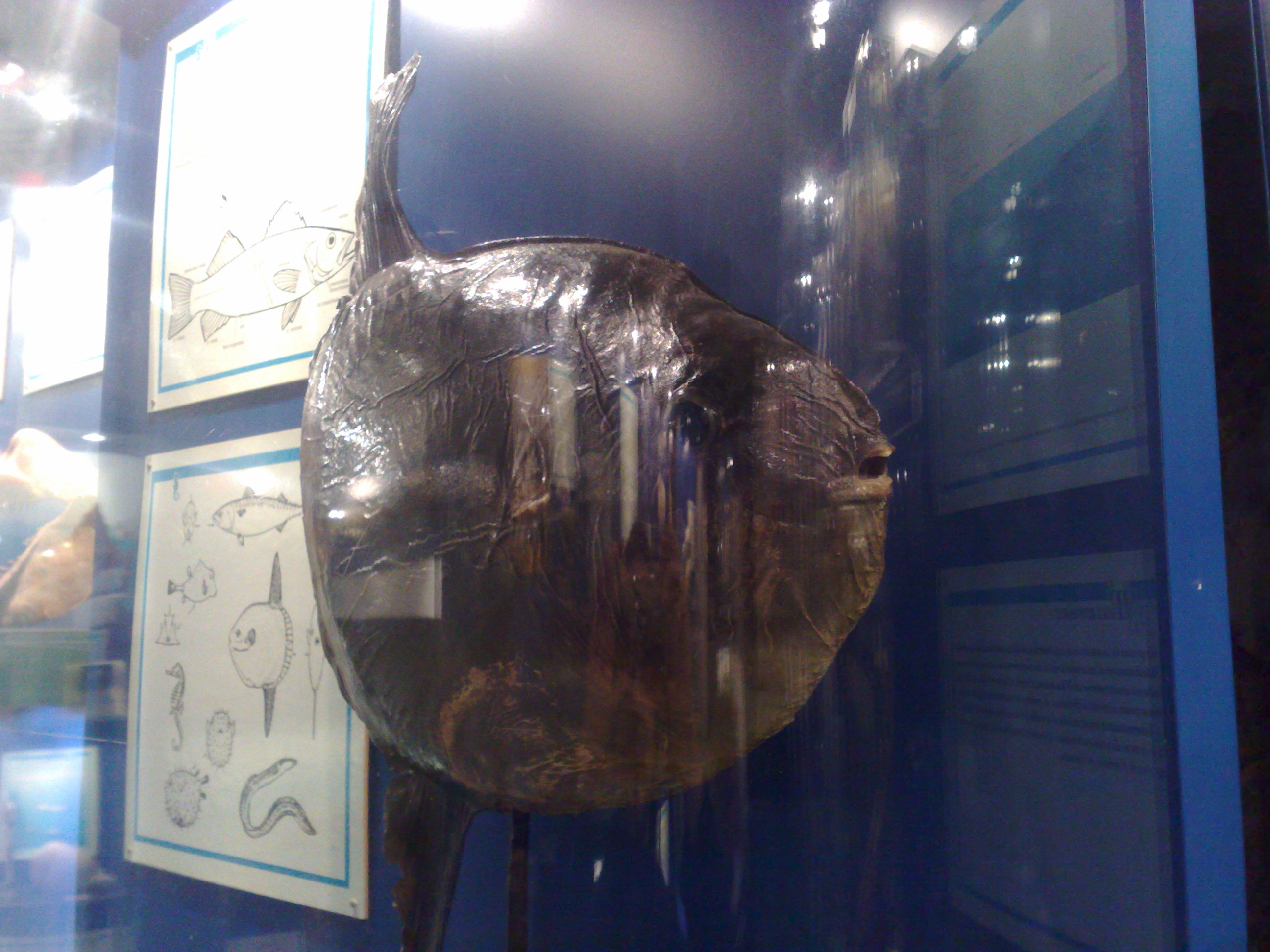
Pez luna

## La biblioteca

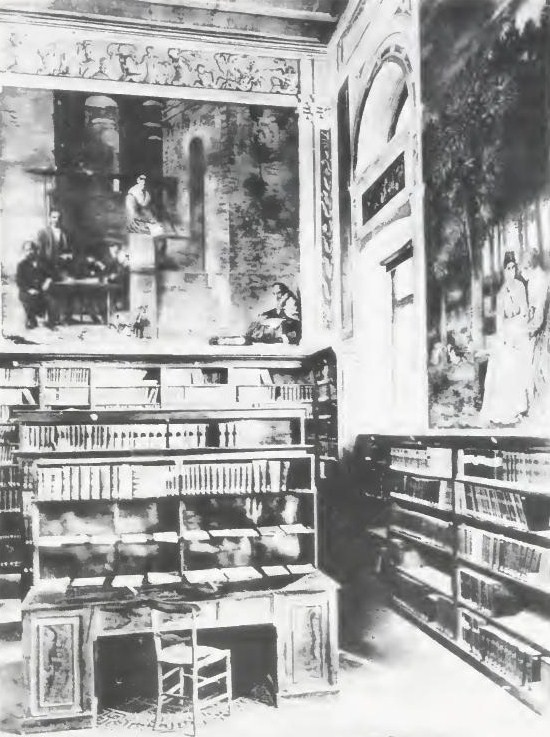
La biblioteca en una foto de 1895.

La biblioteca fue fundada en 1873 gracias a la donación del primer núcleo de textos científicos por parte de Anton Dohrn. En la actualidad, la biblioteca cuenta con más de 90.000 volúmenes dispuestos en alrededor de 3.000 metros lineales de estanterías, y se caracteriza por una valiosa colección de primeros textos científicos y de sus reimpresiones, además de 180 revistas científicas contemporáneas.
De 1875 a 1955 la librería estaba situada en la primera planta, que hoy alberga la biblioteca histórica y la sala de lectura. La sala fue espléndidamente decorada con frescos durante cuatro meses de trabajo por el pintor alemán Hans von Marées en colaboración con su compañero Adolf von Hildebrand, joven escultor y arquitecto. Marées eligió para la decoración la vida de los pescadores napolitanos a su alrededor, presentando imágenes de gran potencia, pobladas por figuras viriles y desnudas majestuosas, pese a la simplicidad de las actividades en las que se concentran. Se ven:
- en la pared oeste: pescadores listos para salir al mar concentrados en cargar algunas redes en la barca que otros están empujando sobre el agua;
- en la pared norte: pescadores remando vigorosamente de pie en un barca; viejo pescador acompañando a una joven mujer en un paseo a mar;
- en la pared este: interesante fresco que enseña el Acuario aún en construcción y varios personajes sentados alrededor de una mesita; se reconocen (de izquierda a derecha):

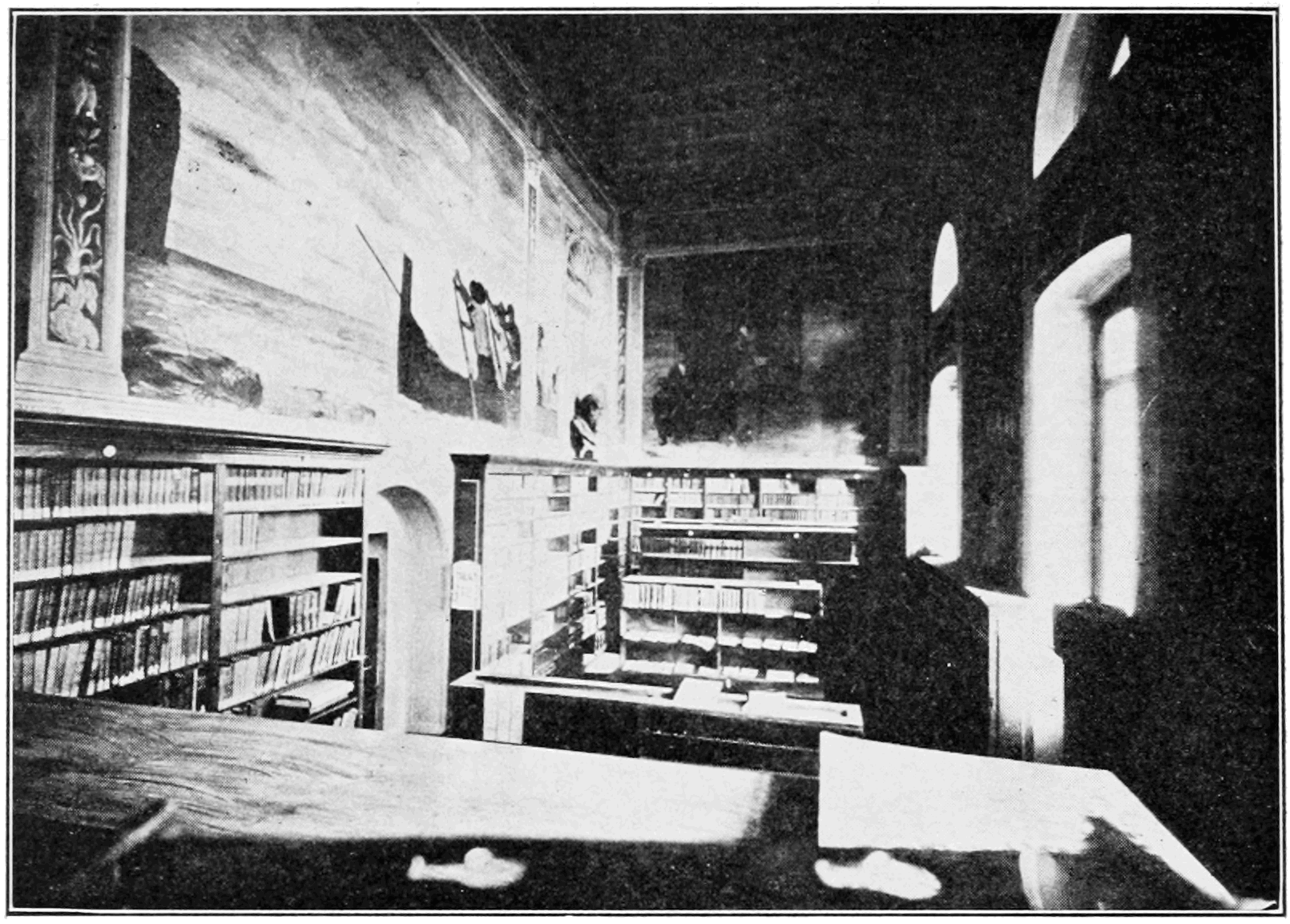
La biblioteca en una foto de Popular Science Monthly, septiembre de 1910.

1. Anton Dohrn (sentado), fundador del Acuario de Nápoles;
2. Nicolaus Kleinenberg (de pie), zoólogo alemán de origen báltico, asistente de Dohrn en la Estación Zoológica de Nápoles: de carácter frío y altivo, debido a su indolencia en 1875 se rompió la amistad y la colaboración con Dohrn, quien aun así lo apreciaba mucho desde el punto de vista científico; no obstante, gracias a la intermediación del mismo Dohrn, Kleinenberg fue llamado en 1879 a la cátedra de zoología en Mesina; fue amigo de von Marées; murió en 1897;
3. Charles Grant (sentado en el centro), escritor inglés, buen amigo de Dohrn: en Jena fue maestro de von Marées e Hildebrand; no tenía conocimientos científicos pero en Nápoles (donde permaneció durante alrededor de diez años) estuvo a disposición para ayudar en las más diversas tareas y como intermediario en la solución de los constantes problemas que iban surgiendo; murió en Graz en 1887;
4. el mismo pintor Hans von Marées (en el rincón);
5. Adolf von Hildebrand (a la derecha, de perfil), compañero y colaborador de Marées;
6. dos mujeres: una posadera y una vieja pescadera;

- en la pared sur: figuras desnudas en un naranjal representando las tres edades del hombre: el niño acostado (juventud), el hombre de pie (adultez), el anciano encorvado (vejez); también hay dos mujeres sentadas, una morena y una rubia, que por su postura amigable y los colores hacen recordar a las alegorías de Italia y Alemania de una famosa pintura de 1828, obra de Friedrich Overbeck, él también instalado en Italia para «conocer el arte».

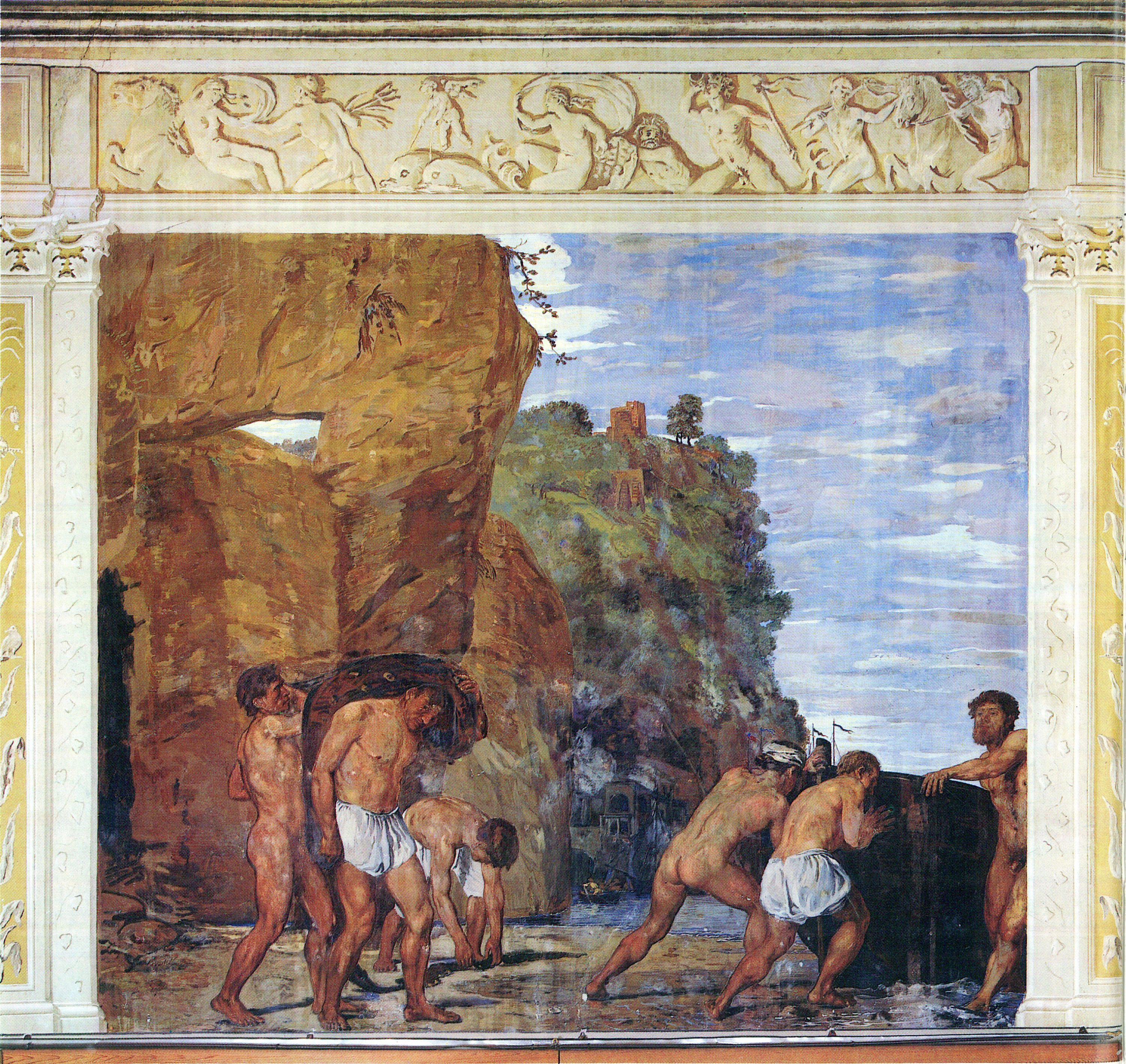
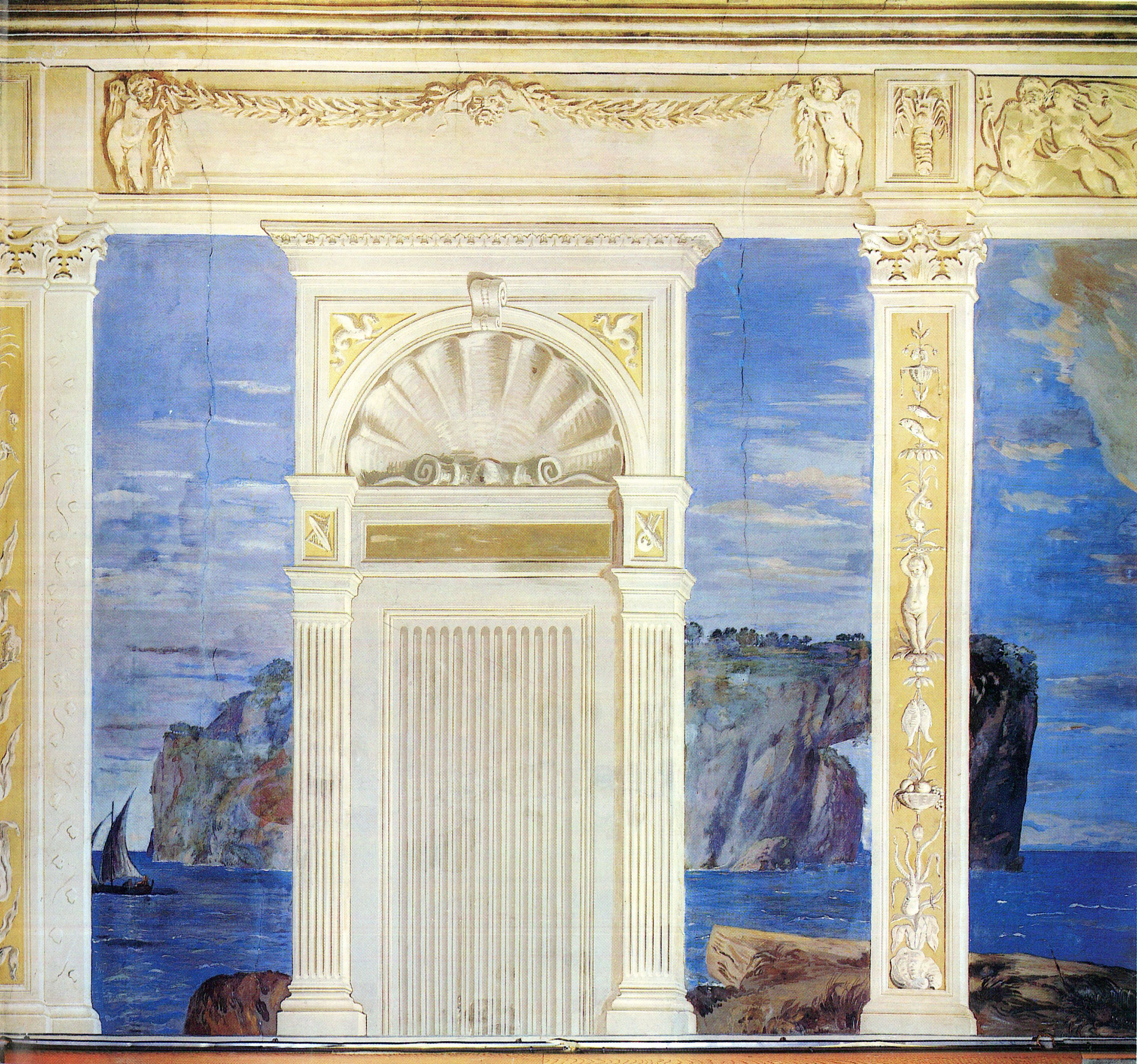
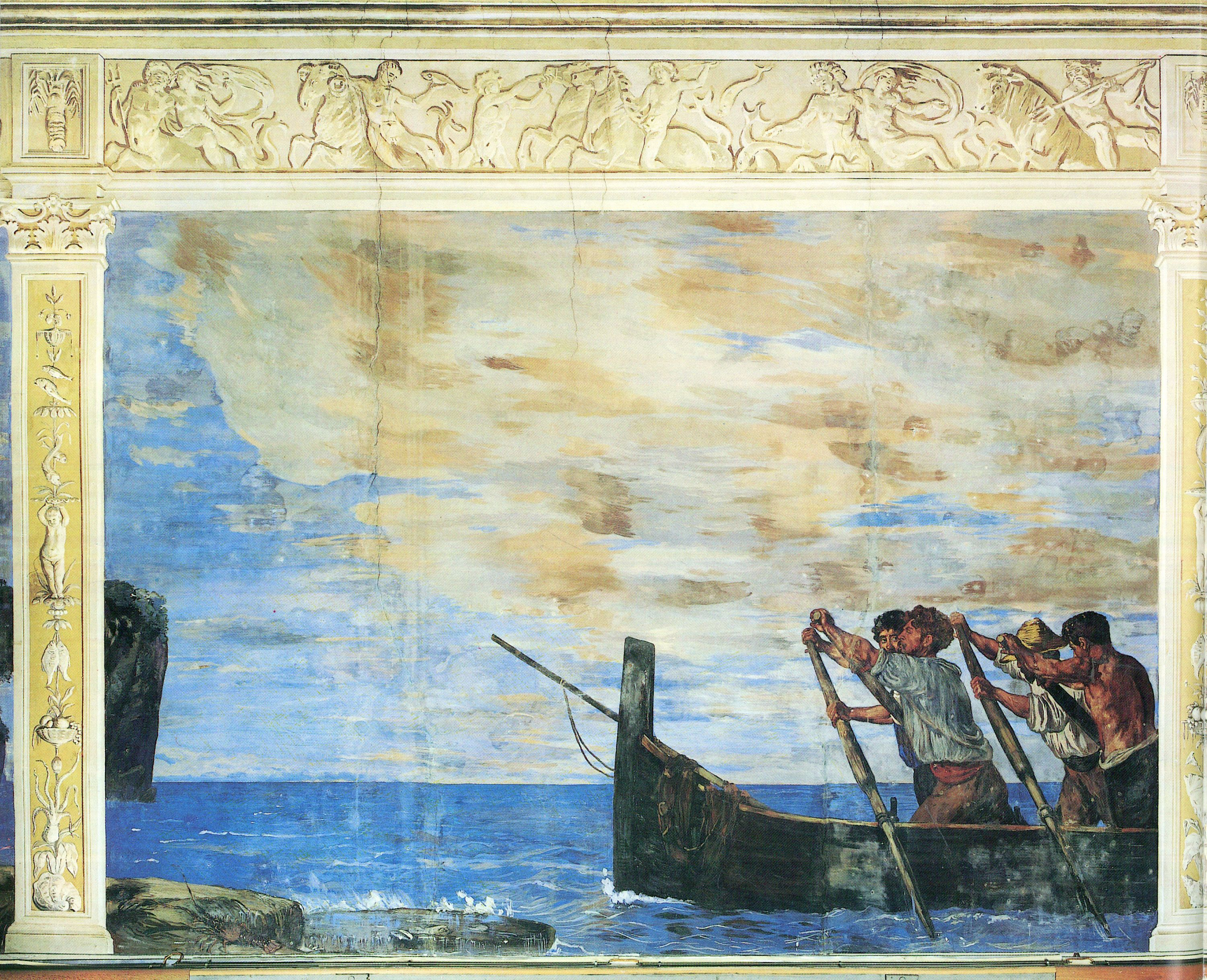
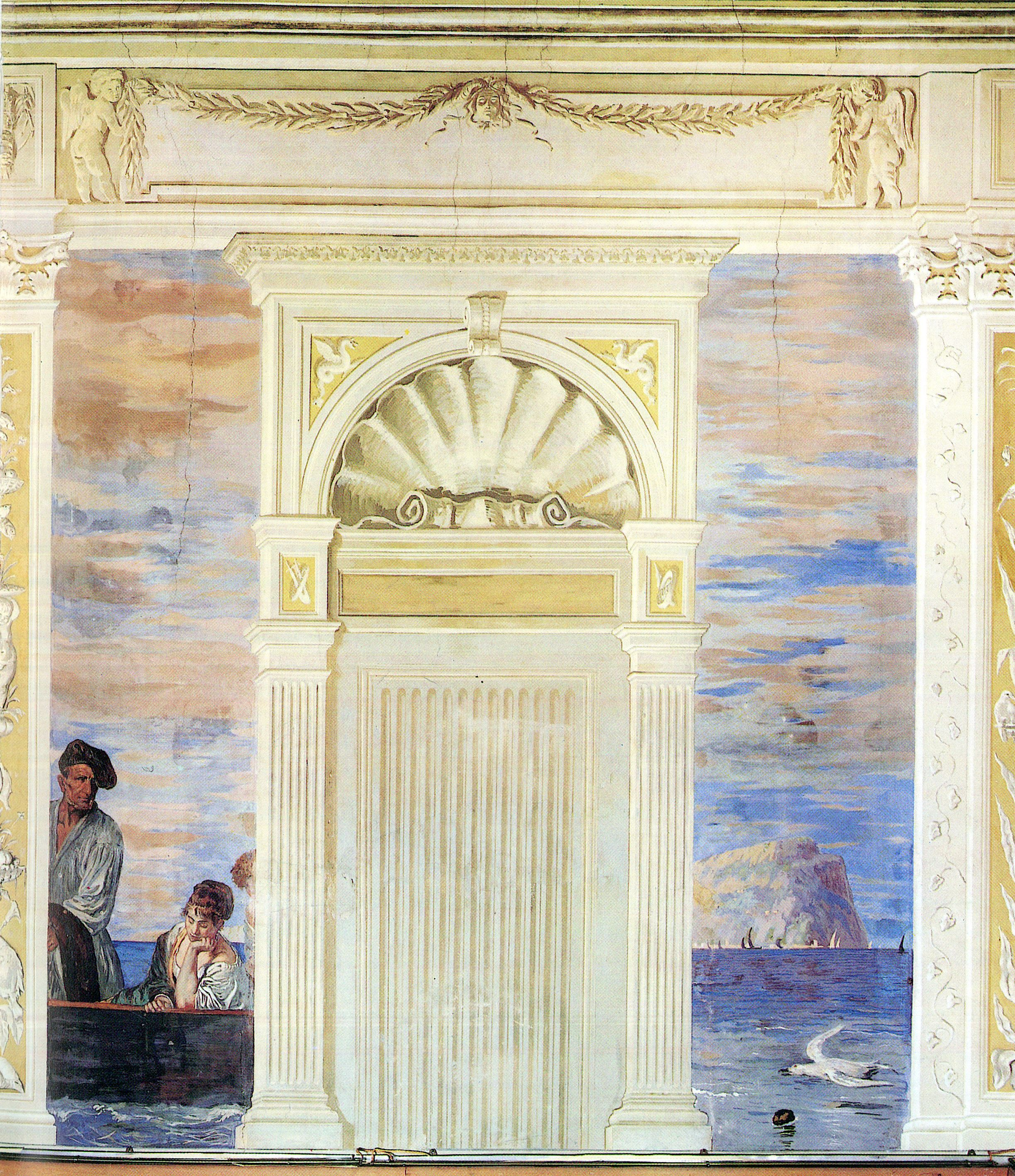
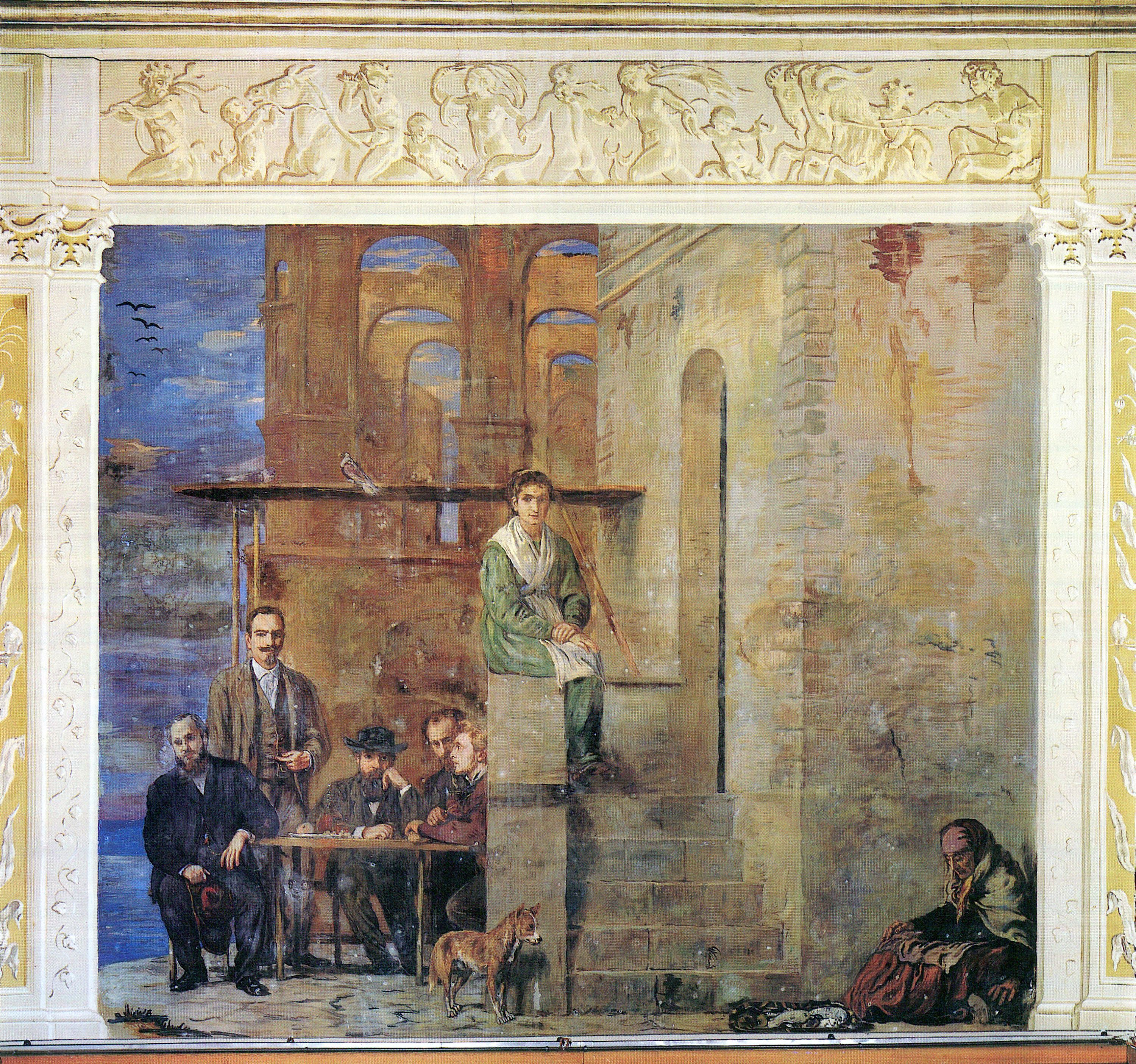
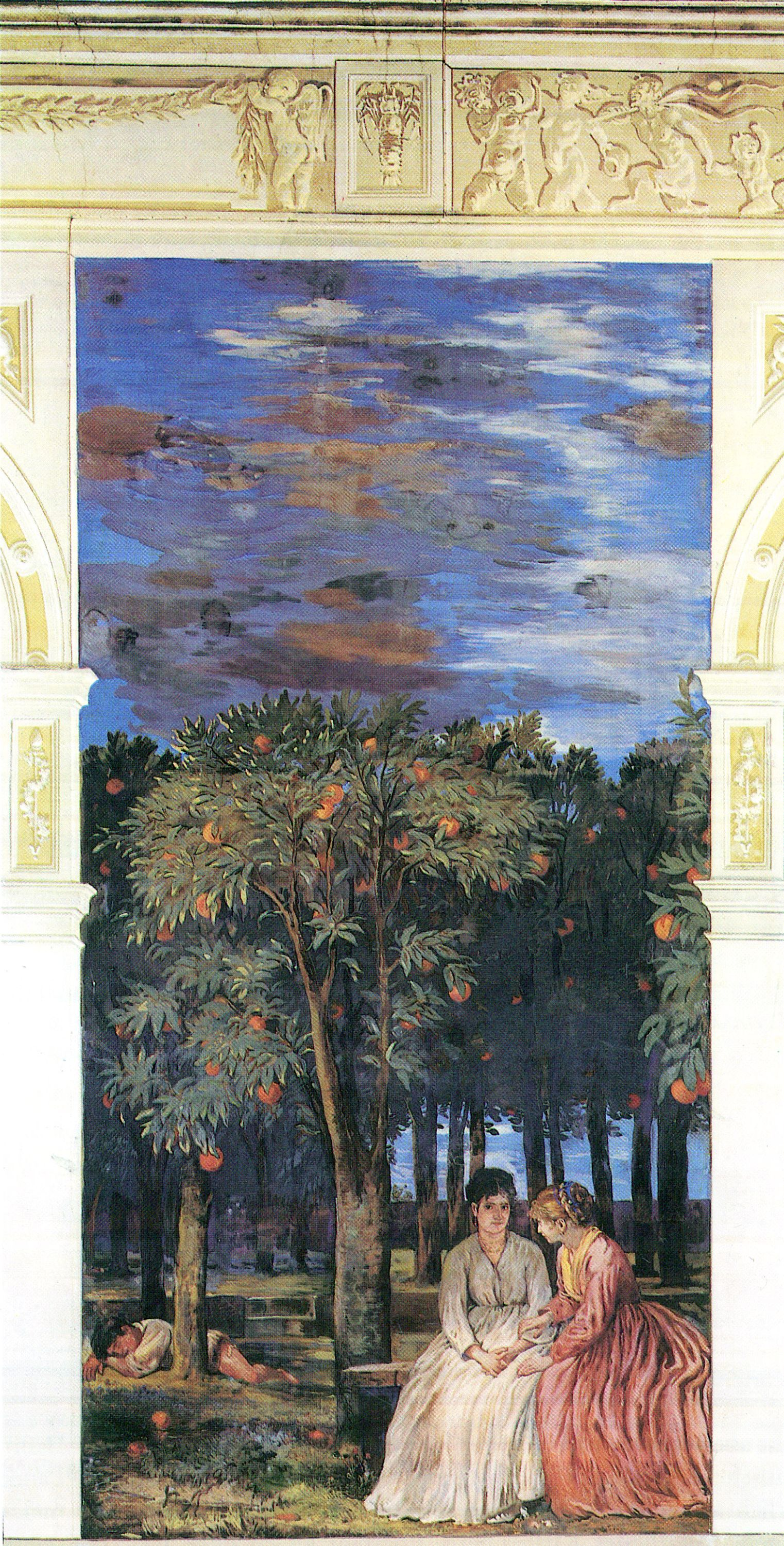
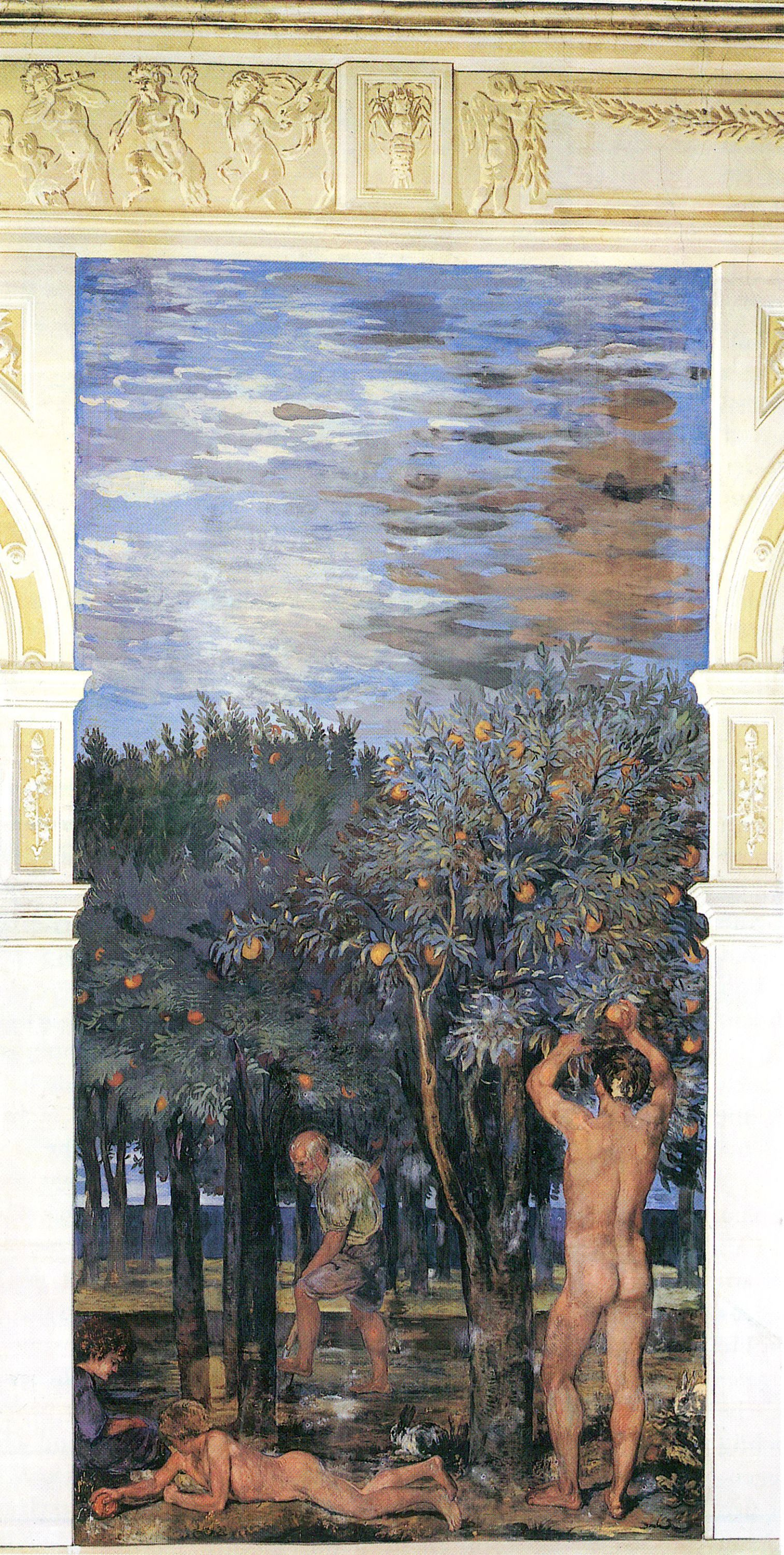

## El Centro investigaciones tortugas marinas

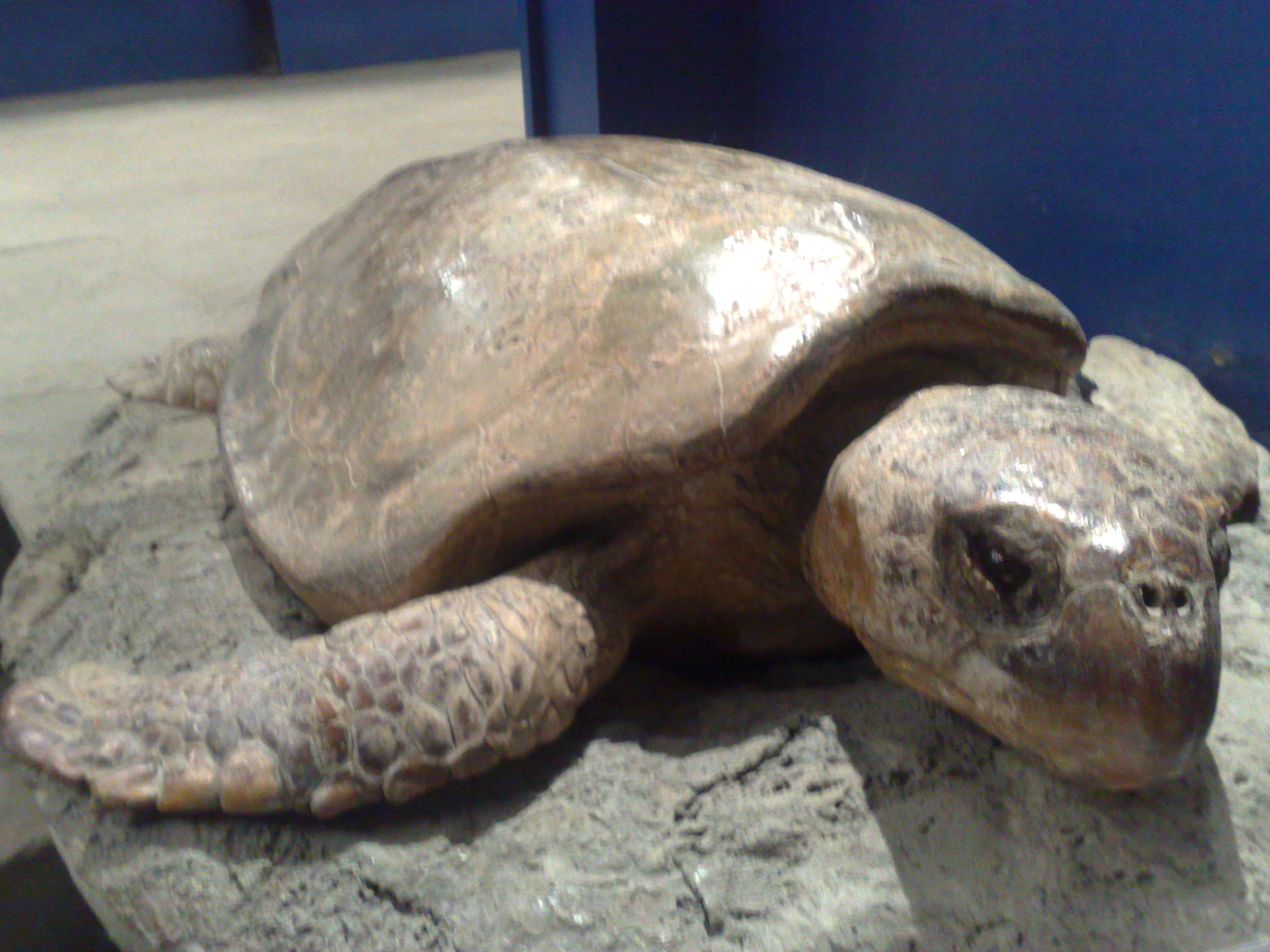
Tortuga marina embalsamada (el acuario propone muchas iniciativas para la salvaguardia de esta especie).

El equipo del acuario ya en 1983 estaba comprometido en la salvación y cuidado de las tortugas marinas y, después de algunos años, debido al aumento del número de tortugas surgió la necesidad de crear un centro adecuado. En septiembre de 2004, en el barrio napolitano de Bagnoli, fue creado el Turtle point, hospital y centro de rehabilitación además de centro de exposiciones.
En enero de 2017 fue inaugurado en la cercana ciudad de Portici el nuevo centro de investigación sobre las tortugas, el más grande del Mediterráneo.